# Luverne, Minnesota
Luverne är en stad i Rock County i delstaten Minnesota. Enligt 2020 års folkräkning hade Luverne 4 946 invånare. Staden är administrativ huvudort i Rock County.